# Getty Villa
Getty Villa o The Getty Villa a Malibú, és el nom del centre dedicat a les arts i cultures de l'antiga Grècia, Roma i Etrúria, situat a Malibú (Califòrnia). Depèn del Getty Center de Los Angeles, on es troba la resta de col·leccions artístiques així com els seus serveis d'investigació i restauració.
La institució deu el seu nom a l'empresari i filantrop nord-americà Jean Paul Getty, que va aportar els fons necessaris i la seva mansió de Malibú al fideïcomís J. Paul Getty Trust, juntament amb les obres d'art que havia anat col·leccionant des dels anys trenta del segle xx. En aquest lloc va inaugurar, en 1954, el Museu J. Paul Getty, que després va traslladar la seva seu principal al Getty Center. La mansió (coneguda en anglès com "Getty Villa"), és una recreació de les viles d'estiueig de l'Imperi Romà. Després de la seva reforma recent, va ser reoberta com seu de les col·leccions arqueològiques.

## Història

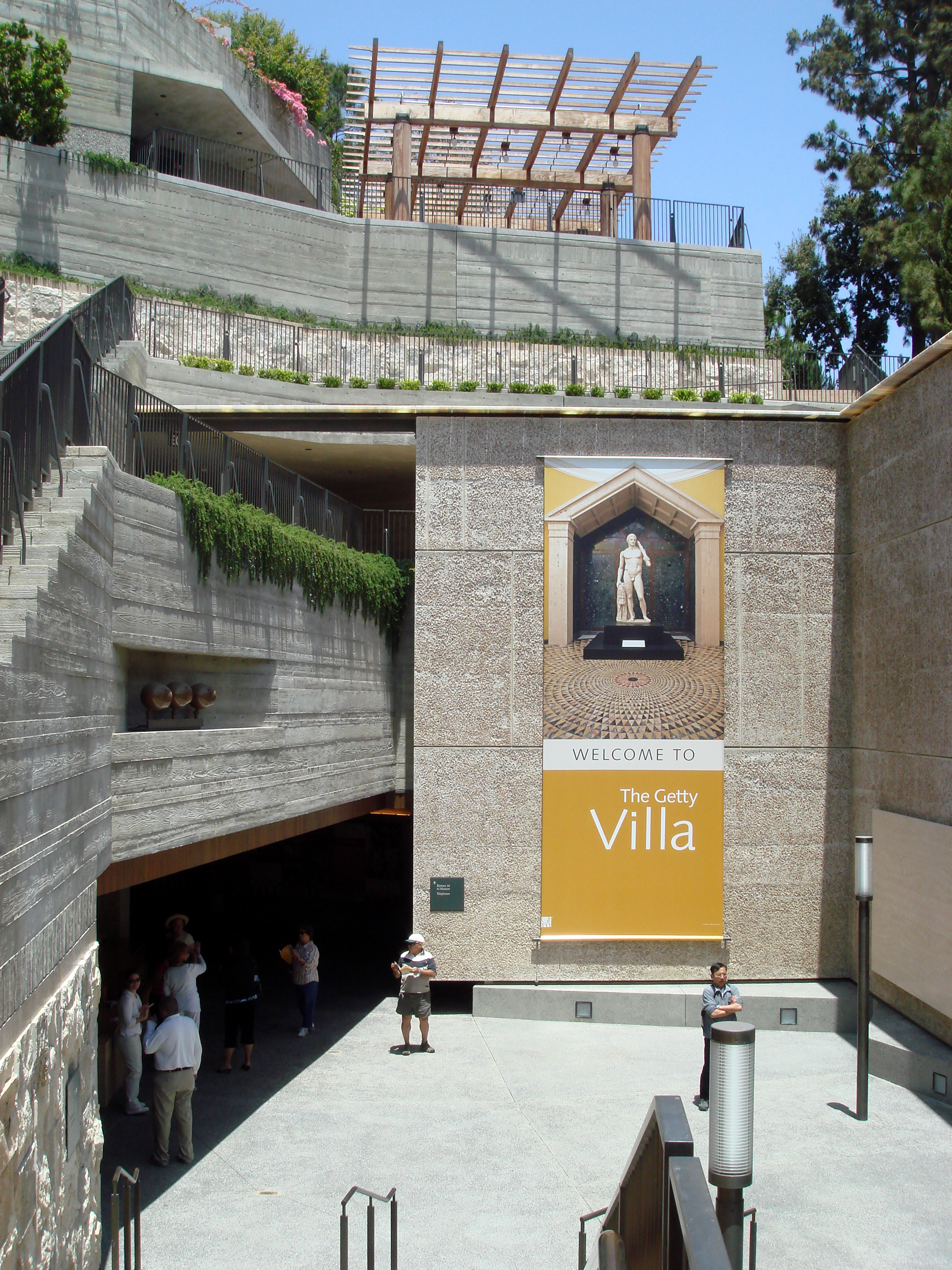
L'entrada a la Getty Villa recorda a l'entrada a una excavació arquitectònica.

L'any 1954, el magnat del petroli J. Paul Getty va obrir una galeria adjacent a aquesta casa a Pacific Palisades. De seguida l'espai li va quedar petit, i va construir un segon museu, la Getty Villa, en el solar de sota del turó de la galeria original. El disseny de la villa es va inspirar en la Vil·la dels Papirs a Herculà i incorporava detalls addicionals de diversos altres llocs antics. Va ser dissenyada pels arquitectes Robert E. Langdon, Jr. i Ernest C. Wilson, Jr., amb l'ajuda de l'arqueòleg Norman Neuerburg. Va obrir l'any 1974, però no va ser mai visitada pel mateix Getty, que va morir l'any 1976. Després de la seva mort, el museu va heredar 661 milions de dòlars i es va començar a planificar l'expansió del museu a un campus més gran, el Getty Center, en el barri proper de Brentwood. El museu va superar l'oposició del barri al nou pla en acordar reduir la mida total del Getty Center. Per tal de satisfer les necessitats totals d'espai del museu, es va decidir que la col·lecció es dividiria entre els dos edificis: la Getty Villa acolliria les antiguitats gregues, romanes i etrusques. L'any 1993, el Getty Trust va seleccionar sle arquitectes de Boston Rodolfo Machado i Jorge Silvetti per dissenyar una renovació de la Getty Villa i del seu campus. Al 1997, la part de la col·lecció romana, grega i etrusca del museu es va traslladar al Getty Center, i la Getty Villa es va tancar per renovació. La col·lecció es va restaurar durant la renovació.
L'any 2004, durant la renovació, el museu i la Universitat de Califòrnia a Los Angeles (UCLA), van inaugurar instituts d'estiu a Turquia, en què s'estudiaria la conservació de l'art de l'Orient Mitjà.
Reobert un 28 de gener de 2006, la Getty Villa mostra antiguetats gregues, romanes i etrusques en un edifici d'arquitectura d'inspiració romana i envoltat de jardins també d'inspiració romana. L'art està dividit per temes, per exemple, Déus i Deesses, Dionís i el Teatre, o Històries de la Guerra de Troia. El nou pla arquitectònic al voltant de la Villa – que va ser concebut per Machado and Silvetti Associates (que també havien estat responsables dels plans de renovació del museu) – va ser dissenyat per simular una excavació arquitectònica. La revista d'arquitectura Architectural Record va lloar la seva intervenció a la Getty Villa com "gairebé un miracle – un museu que no desperta somriures en el món de l'art... una obra mestra... que crea un conjunt sofisticat d'edificis, places i paisatge que acaba proporcionant una veritable llar per a unes relíquies d'un altre temps i lloc."
En els anys 2016–2018 la col·lecció va tornar en el seu lloc original emfasitzant els temes art-històrics.

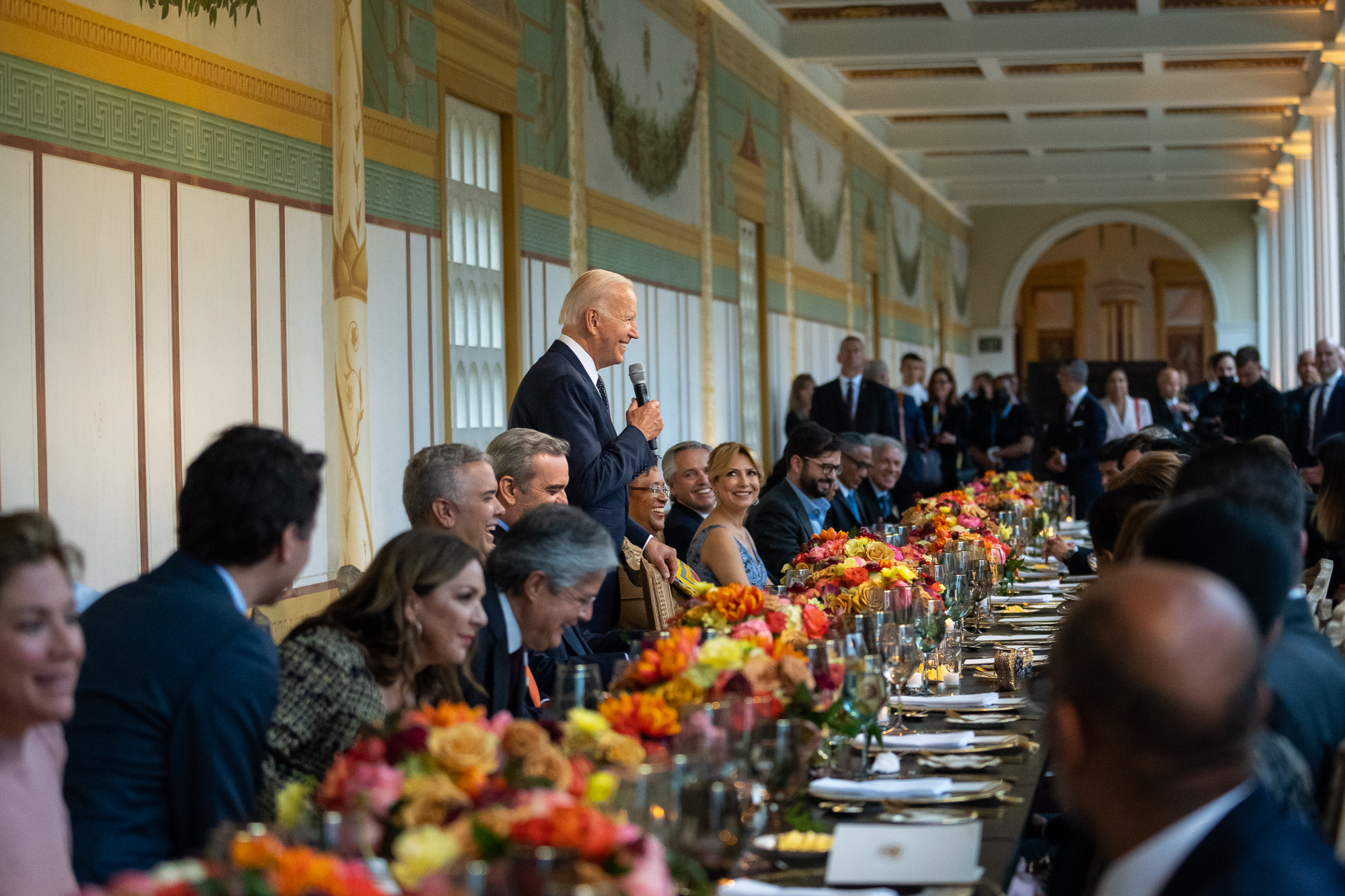
Sopar dels líder mundials en la 9a Cimera de les Amèriques que va tenir lloc a la Villa, l'any 2022

Hi ha hagut controvèrsia al voltant de les disputes dels governs grec i italià que els objectes de les col·leccions van ser saquejats i que per tant s'haurien de repatriar. L'any 2006, el Getty va retornar o prometre que retornaria quatre objectes saquejats a Grècia: una estela (un monument per marcar la presència d'una tomba), un relleu de marbre, una corona funerària d'or, i una estàtua de marbre. L'any 2007, el Getty va signar un acord per retornar 40 ítems saquejats a Itàlia.
La villa va allotjar els líders de l'hemisferi occidental en un dinar, amb el president Joe Biden i la primera dama Jill Biden com a amfitrions en honor de la 9a Cimera de les Amèriques el 9 de juny de 2022, en el que va ser una primera vegada per la Villa.